# Davinder Singh
Davinder Singh, född den 7 december 1952 i Behla, Indien, är en indisk landhockeyspelare.
Han tog OS-guld i herrarnas landhockeyturnering i samband med de olympiska landhockeytävlingarna 1980 i Moskva.